# Format radio
Un format radio est un ensemble d'éléments de programmation ou de règles d'antenne permettant à une station de radio de cibler un auditoire plus ou moins précis. Il existe ainsi des stations d'informations, musicales, communautaires, thématiques ou plus globalement généraliste. 

## Histoire
Le format dit généraliste est logiquement le plus ancien. On tente de s'adresser au plus grand nombre, sans chercher à segmenter son audience. Les stations étaient presque toutes généralistes avant la Seconde Guerre mondiale. Toutefois, dès avant 1940, certaines stations se spécialisent. Citons ici pour l'exemple Le Poste colonial français qui émet depuis Paris, en France, à destination des colonies. C'est déjà une forme de format.
La concurrence entre radio et télévision fait rage dès les années 1950 en Amérique du Nord. La télévision est d'abord généraliste, provoquant une spécialisation des radios qui segmentent alors l'auditoire. On retrouve ce même phénomène durant les deux dernières décennies du XXe siècle en Europe. Les télévisions ont suivi l'exemple des radios en créant elles aussi des formats lorsque ces dernières se sont multipliées. L'Amérique du Nord apparaît comme une sorte de laboratoire en matière de format radio. Si l'Europe fut assez créative en matière de programmes radio entre les deux guerres, les formats trouvent aux États-Unis et au Canada une terre de prédilection en raison du grand nombre de stations. Quand l'Europe bascula dans le formatage radio, ce furent des consultants américains qui vinrent initier les Européens.
L'institut français de mesure d'audiences Médiamétrie regroupe les stations en quatre grands groupes : généraliste, musicale, thématique et locale. On pourrait ajouter à ce quatuor les radios communautaires, mais ces dernières ne sont pas vraiment à l'honneur dans les sondages d'audience en France.

## Types
- Généraliste : ce format consiste à ratisser large en matière d'audience. Il faut s'adresser au plus grand nombre. Les grandes stations françaises (Europe 1, RTL, France Inter) restent sur ce format depuis les années 1950. On peut noter des variations entre ces stations, mais globalement l'idée de base reste la même : s'adresser à tous.
- Locale : les stations locales sont parfois taxées du sobriquet de « mini-généraliste ». Il est vrai que l'on retrouve beaucoup de traits des stations généralistes, mais appliquées à un territoire restreint.
- Communautaire : Il y a trois grands groupes de radios communautaires : les radios religieuses, les radios de communautés géographiques et celles de communautés sociétales (pour les homosexuels ou pour les écologistes, par exemple).
- Thématique : On regroupe dans cette catégorie les stations non musicales ou communautaires qui proposent un format non généraliste. Les radios d'informations ou celles de débats, principalement.
- Musicale : Assurément la plus complexe des catégories proposées par Médiamétrie. Il existe en effet plus d'une cinquantaine de formats musicaux différents, de la musique classique au jazz, en passant par le rock, le rap, ou la world music, pour se limiter à quelques exemples très généraux. Ainsi, le rock se décline en une foule de formats assez différents comme le classic rock et son alter ego le rock moderne.